# Scharrenberger Bach
Der Scharrenberger Bach ist ein knapp eineinhalb Kilometer langer linker und südlicher  Zufluss der Dhünn. Die Ortslage Scharrenberg ist Namensgeber. 

## Geographie

### Verlauf
Der Scharrenberger Bach entspringt in Bergisch Gladbach-Schildgen auf einer Höhe von etwa 109 m ü. NN in einem kleinen Wald bei Kalmünten. Er fließt zunächst in nördlicher Richtung durch das Waldgelände. Bei In der Godemich wird er zu zwei kleinen Teichen gestaut. Nordwestlich von Scharrenberg verlässt er den Wald und verschwindet verrohrt in den Untergrund. Er unterquert nun die Altenberger-Dom-Straße. Dort wird er vom Bieser Buschbach gespeist. Er kreuzt nun den  Mühlgraben Hoverhof (Oberer Graben) und spaltet sich in einen weiterhin unterirdisch fließenden, sowie einen an die Oberfläche tretenden Zweig auf. Etwa 100 Meter weiter nördlich  vereinigen sich die beiden Läufe wieder. Der Bach fließt nun an der Oberfläche durch eine Grünanlage, kreuzt den Mühlgraben Hoverhof (Unterer Graben) und mündet schließlich nordöstlich von Rotbroich in die Dhünn.

### Zuflüsse
- Bieser Buschbach (rechts), 0,467 km

### Flusssystem Dhünn
Liste der Fließgewässer im Flusssystem Dhünn